# 10097 Humbroncos
10097 Humbroncos este o planetă minoră (asteroid), cu un diametru de 2,889 km, din centura de asteroizi. A fost descoperită pe 15 septembrie 1991 la Observatorul Palomar de Henry E. Holt și a fost numită după Humboldt Broncos bus crash⁠(d). 
Obiectul prezintă o orbită caracterizată de o semiaxă mare de 2,2374057 UAi, o excentricitate de 0,12, o înclinație de 7,14281 ° în raport cu ecliptica.